# Клизма и датчане
«Клизма и датчане» — пятый эпизод двадцатого сезона мультсериала «Южный Парк». Вышел 19 октября 2016 года в США. В России премьера состоялась 27 октября 2016 года на телеканале Paramount Comedy.

## Сюжет
Картман и Хайди останавливают противостояние между мальчиками и девочками. Дания просит пожертвований для запуска проекта по остановке троллинга в интернете. Джеральд с группой троллей обсуждают глобальный троллинг против Дании. Картман и Хайди заставляют детей начальной школы принять участие в акции по сбору средств для запуска проекта по остановке троллей, однако троллинг, устроенный Джеральдом и группой троллей, меняет мнение людей о Дании и акция проваливается. Борьба между мальчиками и девочками продолжается. Картман и Хайди отправляют видео в Данию, в котором предлагают свою помощь в поиске тролля.
Мистер Гаррисон в предвыборном выступлении специально использует непристойные выражения в адрес женщин, что понижает его рейтинг. Его избиратели требуют от него объяснений. Мистер Гаррисон возвращается в «Южный Парк» и оказывается на совещании по борьбе с зависимостью от «Ягод-Поминик», устроенной Рэнди. Рэнди сообщает, что из-за «Ягод-Поминик» народ хочет, чтобы президентом стал именно Мистер Гаррисон и во всей этой ситуации виноват Джей Джей Абрамс.

## Приём
Серия получила смешанные отзывы. Издание IGN поставило серии 8,4 балла из 10, в The A.V. Club эпизод получил оценку «B», а от сайта 411mania серия получила 6,7 балла из 10.